# Norman Osborn (série de filmes de Sam Raimi)
Norman Virgil Osborn é um personagem fictício interpretado por Willem Dafoe na trilogia de filmes do Homem-Aranha de Sam Raimi e no filme Spider-Man: No Way Home (2021) do Universo Cinematográfico Marvel (MCU ). Ele é adaptado do personagem de quadrinhos de mesmo nome criado por Stan Lee e Steve Ditko, que também é conhecido por seu alter-ego, o Duende Verde.
Norman é apresentado como o antagonista no primeiro filme do Homem-Aranha (2002) como CEO da empresa de ciências Oscorp e pai de Harry Osborn. Norman tem um relacionamento tenso com seu filho e muitas vezes o negligencia em favor do melhor amigo de Harry, Peter Parker porque ele se vê como a única figura paterna na vida do menino depois que seu tio Ben é morto. Quando a Oscorp enfrenta dificuldades financeiras e Norman é pressionado a garantir um contrato com o governo para salvá-la da falência, ele testa um soro instável para melhorar o desempenho em si mesmo, desenvolvendo habilidades físicas aprimoradas e uma personalidade dividida. Esta nova persona, mais tarde apelidada de "Duende Verde" pelo Clarim Diário, ocasionalmente assume o corpo de Norman para se vingar de seus inimigos, usando equipamentos militares avançados roubados da Oscorp. Mais tarde, ele entra em conflito com o Homem-Aranha depois de não recrutá-lo para o seu lado e, eventualmente, descobre que o super-herói mascarado é Peter, mas acidentalmente se mata enquanto luta contra ele.
A persona do Duende Verde de Norman aparece postumamente nas sequências Homem-Aranha 2 (2004) e Homem-Aranha 3 (2007) como uma alucinação que atrai Harry, que assume que o Homem-Aranha matou seu pai, para se vingar do herói. Dafoe reprisou o papel no filme daMarvel Studios, Spider-Man: No Way Home (2021), no qual Norman, pouco antes do que teria sido sua morte, é transportado para o MCU junto com outros quatro vilões por meio de um feitiço adulterado do Doutor Estranho, enfrentando o Homem-Aranha desse universo e seus aliados, eventualmente matando a tia May de Parker, ganhando a ira deste último. Ele é eventualmente curado e enviado de volta ao seu universo ao lado dos outros vilões curados, um Homem-Aranha alternativo e o Homem-Aranha de seu universo por Strange depois que ele lança um feitiço, apagando todas as memórias do MCU de seu Parker.

## Desenvolvimento de personagens

### Design, casting e execução
Durante o desenvolvimento do que viria a se tornar o Homem-Aranha (2002), as reescritas de David Koepp do roteiro original de James Cameron tiveram o Duende Verde como o principal antagonista e adicionaram o Doutor Octopus como o antagonista secundário. O novo diretor Sam Raimi sentiu que o Duende Verde e o tema pai-filho substituto entre Norman Osborn e Peter Parker, influenciado pela versão Ultimate Marvel do personagem, seria mais interessante, assim, ele retirou o Doutor Octopus do filme. Em junho de 2000, a Columbia Pictures contratou Scott Rosenberg para reescrever o material de Koepp. Willem Dafoe foi escalado para o papel de Norman Osborn em novembro de 2000. Nicolas Cage (que mais tarde daria voz ao Homem-Aranha Noir em Spider-Man: Into the Spider-Verse), Jason Isaacs , John Malkovich e Jim Carrey viraram abaixo do papel. Dafoe insistiu em usar o traje desconfortável, pois sentiu que um dublê não transmitiria a linguagem corporal necessária do personagem. O terno de 580 peças levou meia hora para ser colocado. 
Dafoe mais tarde chamou seu papel como o Duende Verde de um de seus favoritos ao longo de sua carreira, tendo gostado de interpretar o personagem desequilibrado particularmente devido às suas duplas personalidades e equilibrando entre uma performance dramática e cômica. Em particular, ele gostou da cena do espelho em que Norman Osborn descobre e conversa com a persona do Duende Verde depois de assassinar o conselho de administração da Oscorp. Sam Raimi deu a Dafoe uma cópia de Jekyll e Hyde para se preparar para a cena, que foi filmada em uma tomada várias vezes antes de Raimi decidir dividi-la; para diferenciar ainda mais as personas, Dafoe usava próteses dentárias proporcionando ao personagem dentes retos ao retratar Norman, apenas expondo seus dentes tortos naturais ao retratar o Duende.
Para evitar que seu envolvimento em Spider-Man: No Way Home (2021) vazasse e preservasse o sigilo do filme, Dafoe foi obrigado a andar pelo set com uma capa cobrindo seu traje. O ator de Peter Parker / Homem-Aranha, Tom Holland, conheceu Dafoe quando acidentalmente esbarrou em Dafoe antes das filmagens, reagindo surpreso ao ver quem era o ator encapuzado, Holland, então, sem saber da escalação de Dafoe no filme. Dafoe também foi digitalmente rejuvenescido para se parecer com sua aparência no filme de 2002.

### Figurino
Antes de decidir sobre o visual usado no filme, o capacete original criado para o Duende Verde era uma máscara animatrônica criada pela Amalgamated Dynamics. O design era muito mais fiel aos quadrinhos do que ao produto final e permitia que uma gama completa de emoções fosse expressa pelo usuário. Em última análise, a máscara foi descartada antes que um ator fosse escolhido para interpretar o Duende Verde, e um capacete estático de nível militar foi produzido para o filme, devido ao conceito animatrônico ser considerado "muito assustador" pelos executivos do estúdio e devido a problemas técnicos. dificuldades e constrangimentos.

## Caracterização e temas
Conforme retratado na série de filmes de Sam Raimi, Norman Osborn é um cientista/empresário viciado em trabalho, que tem um relacionamento complicado com seu filho Harry. Um homem focado na carreira que prioriza a ciência, os negócios e o sucesso acima de tudo e apesar de genuinamente cuidar de seu filho, ele tem um relacionamento distante com ele e está bastante decepcionado com Harry, que deveria ser o herdeiro de Norman, mas não tem o do pai. ambição, intelecto, força e vontade de vencer e controlar.
O Duende Verde é a segunda personalidade de Norman Osborn, nascido por causa da exposição ao gás experimental para melhorar o desempenho. O Duende Verde talvez seja a manifestação desenfreada da ambição de Norman Osborn pelo poder, desejo de sucesso e ódio por qualquer um que possa ser um obstáculo ao seu controle, como empreiteiros gananciosos e membros do conselho, e seu inimigo destinado, o super-herói Homem-Aranha. Ele é um psicopata violento, sádico e desequilibrado e um maníaco ambicioso que acredita que seu poder lhe dá um potencial infinito e o coloca acima das pessoas normais. Ele até tenta convidar o Homem-Aranha para se juntar a ele, acreditando que, como outro ser poderoso, ambos poderiam realizar muitas coisas juntos. Ele se recusa a dar qualquer valor à vida humana e mata quem está em seu caminho sem hesitação.
Nos quadrinhos, Norman Osborn é retratado como tendo dupla personalidade (em representações originais/clássicas do mito do Homem-Aranha) ou utilizando a persona Duende como uma máscara para seus atos de vilão e sendo verdadeiramente malvado (como em representações posteriores), dependendo no escritor. Os filmes seguiram o caminho anterior, tornando a personalidade Duende separada da personalidade normal de Norman.
Escrevendo em 2020, James Whitbrook, do Gizmodo, contrasta Peter Parker / Homem-Aranha de Tobey Maguire com Norman Osborn / Duende Verde de Willem Dafoe e Harry Osborn de James Franco na maneira como eles escolhem exercer seu poder na série de filmes, como ele observa que os protagonistas da série parecem ter alguma forma de poder. Enquanto Peter aprende a domar suas habilidades e aceitar a responsabilidade que vem com isso, Norman cede ao medo de perder sua posição de prestígio em sua empresa, optando por buscar um poder alternativo na forma de inadvertidamente se tornar o Duende Verde. Como resultado, ele ataca seus ex-colegas e as pessoas com quem se preocupa, ou seja, Harry e Peter, enquanto desce ainda mais à loucura e à insanidade.

## Biografia de personagem fictício

### Plano de fundo
Norman Osborn é o fundador da Oscorp Industries, também como CEO. Ele é o pai de Harry Osborn, com quem ele tem um relacionamento tenso. Durante uma excursão escolar, Osborn é apresentado ao melhor amigo de Harry, Peter Parker , cuja inteligência impressiona Osborn.

### Tornando-se o Duende Verde
Mais tarde naquele dia, Osborn ouve seu colega Dr. Mendel Stromm revelar aos oficiais militares que supervisionam o projeto do super-soldado que alguns dos sujeitos do teste ficaram loucos. Ele é ameaçado com um prazo apertado, decidindo experimentar em si mesmo. O processo desenvolve uma personalidade alternativa e enlouquecida de Osborn, que mata Stromm. Osborn, sob a influência de sua nova personalidade "Duende", mata os oficiais militares e os cientistas da Quest Aerospace presentes no teste do super-soldado. Embora o protótipo da Quest seja destruído, a empresa decide expandir e assume o controle da Oscorp com a condição de que Osborn deixe o cargo de CEO. Durante um festival na Times Square, o Duende mata a diretoria da Oscorp, conhecendo o Homem-Aranha no processo. O Duende lidera seu próximo ataque ao editor-chefe do Clarim Diário, J. Jonah Jameson, que apelidou a personalidade dividida de Osborn como o Duende Verde, para quem tira fotos do Homem-Aranha. O Homem-Aranha aparece atrás do Duende, então o Duende lhe oferece uma parceria e menospreza sua escolha de se tornar um herói, avisando que, eventualmente, a cidade se voltará contra ele. O Duende atrai o Homem-Aranha para um apartamento em chamas, perguntando se ele aceitou sua oferta, à qual o último se recusa a trabalhar com ele.
Após o jantar de Ação de Graças com Parker, sua tia May, Harry e sua namorada Mary Jane Watson, Osborn deduz que o Homem-Aranha é a dupla identidade de Parker e apesar de implorar ao Duende para não machucá-lo, ataca e hospitaliza May e depois sequestra Watson. O Duende faz o Homem-Aranha escolher se quer salvar Watson ou um bonde da Roosevelt Island com o carro cheio de crianças, mas Parker salva os dois. O Duende bate brutalmente no Homem-Aranha, mas Parker o contra-ataca brutalmente, pensando em enganá-lo desmascarando-se como Osborn. Osborn afirma que Parker era como um filho para ele, enquanto o Duende tenta empalar Parker com o planador, mas o último se esquiva e, em vez disso, o planador apunhala fatalmente Osborn, dizendo a Parker para não contar a Harry sobre suas ações feitas como o Duende.

### Legado
Na linha do tempo original, Harry lamenta a perda de seu pai em seu funeral e jura vingança ao Homem-Aranha depois de testemunhar o vigilante trazer o corpo de Osborn morto, enquanto Parker rejeita Watson. Octavius também assiste ao seu funeral. Após sua morte, a identidade de Osborn como o Duende Verde e a morte foram amplamente divulgadas, fazendo com que Harry vivesse em negação sobre a verdadeira identidade de seu pai por dois anos. 
Foi somente depois que Harry descobre a identidade do Homem-Aranha como Peter Parker que ele é assombrado por uma alucinação de Osborn exigindo ser vingado, com Harry descobrindo um covil escondido contendo o arsenal de Duende Verde e se tornando o "Novo Duende" um ano depois na casa de seu pai. A presença de Osborn mais tarde aparece depois que Harry recupera suas memórias após seu primeiro encontro com Parker, lembrando Harry de vingá-lo e ir atrás do coração de Parker. No entanto, Harry eventualmente descobre a verdade sobre a morte de seu pai e desiste de sua vingança contra Parker, ajudando-o em uma batalha contra Marko e Eddie Brock/Venom e dando a própria vida para salvar seu amigo.

### Entrando em uma realidade alternativa
Em uma realidade alternativa, o Dr. Stephen Strange lança um feitiço para apagar as memórias das pessoas da identidade de Peter Parker (apelidado de "Peter-Um") como Homem-Aranha, mas as estipulações excessivas de Parker fazem com que o feitiço traga pessoas de todo o Multiverso que conhecem a identidade do Homem-Aranha, incluindo Osborn momentos antes de sua morte. O Duende Verde encontra Peter-Um e Otto Octavius na ponte Alexander Hamilton, mas eles são teletransportados para o Sanctum Sanctorum antes que ele possa atacar. Depois, Osborn recupera o controle de seu corpo e mente enquanto tenta fugir do Duende Verde escondendo seu planador em um beco. Osborn é insultado por seu alter-ego e ele quebra a máscara de Duende. Enquanto procura o Homem-Aranha, Osborn é recuperado pela FEAST e tratado pela alternativa May Parker. Depois que o Homem-Aranha chega, Osborn vai com Peter-Um para o Sanctum Sanctorum, onde ele se reúne com Octavius, e os dois descobrem que morreram em seu universo enquanto lutavam contra o Homem-Aranha. Osborn trabalha com Peter-Um para curar os indivíduos multiversais, incluindo Octavius, Flint Marko, Curt Connors e Max Dillon. Enquanto trabalhava com Peter-Um, Osborn fica impressionado com sua bondade e inteligência, vendo muito de seu Peter nele. No entanto, o Duende Verde retoma o controle da mente de Osborn, convencendo o resto do grupo, exceto Otto Octavius, a ligar Peter-Um e lutar contra ele no apartamento de Happy Hogan. No saguão, o Duende convoca seu planador e joga uma bomba de abóbora, fazendo com que o apartamento exploda. Ele passa a esfaquear fatalmente May e escapa.
Depois que Connors, Marko e Dillon são curados com a ajuda de Octavius, o Duende ataca e destrói o feitiço contido de Strange, fazendo com que as barreiras entre os universos sejam quebradas. Enquanto Strange tenta selar as barreiras, o enfurecido Peter-Um quase mata o Duende, mas é interrompido por um Parker mais velho do universo de Osborn (apelidado de "Peter-Dois"), a quem o Duende apunhala pelas costas. Peter-Um e outra versão de Parker (apelidado de "Peter-Três") injetam no Duende uma cura que Parker desenvolveu, restaurando-o a um arrependido Norman Osborn. Depois, Strange lança um feitiço para fazer o mundo alternativo esquecer a existência de Peter-Um, fazendo com que Osborn, Octavius, Marko e seu Peter Parker retornem ao seu universo.

## Em outras mídias

### Televisão
Esta versão de Norman Osborn é mencionada em Spider-Man: The New Animated Series, uma série de televisão animada em CGI que serve como uma continuação alternativa solta do primeiro filme do Homem-Aranha. Como nos filmes, Harry guarda rancor contra o Homem-Aranha pela morte de seu pai e não está ciente das atividades criminosas de Norman como o Duende Verde.

### Videogames
- Norman Osborn/Duende Verde aparece na adaptação para videogame do filme de 2002, com Willem Dafoe reprisando seu papel em uma capacidade vocal, tornando ele e Tobey Maguire os únicos dois atores do filme a fazê-lo.
- Esta versão de Norman Osborn aparece em sua persona Duende Verde no jogo de 2007 Spider-Man: Friend or Foe, dublado por Roger L. Jackson. Nesta linha do tempo alternativa, onde todos os vilões dos filmes do Homem-Aranha sobreviveram às suas mortes originais, o Duende está presente durante sua tentativa de matar o Homem-Aranha na cena de abertura do jogo. Harry também está presente e auxilia o Homem-Aranha como o Novo Duende. Depois que os vilões são derrotados, o grupo é atacado por um enxame de PHANTOMs, e os vilões , incluindo o Duende, são subitamente teletransportados para outro lugar enquanto o Homem-Aranha é resgatado pela SHIELD, atrás dos PHANTOMs e enviado para Tóquio para recuperar um dos fragmentos de meteoros usados para criar os PHANTOMs. Lá, o jogador luta com ele no topo da torre Oscorp da cidade, e o Homem-Aranha destrói seu amuleto de controle da mente, restaurando seu livre arbítrio. Depois, o Duende, buscando vingança contra quem fez lavagem cerebral nele, relutantemente une forças com o Homem-Aranha e se torna um personagem jogável pelo resto do jogo.

## Recepção e legado

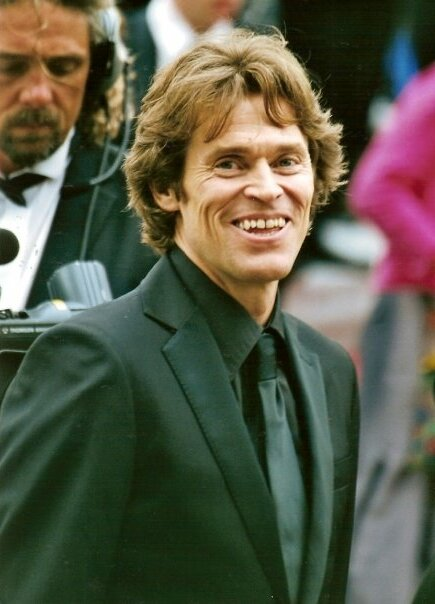
Willem Dafoe no Festival de Cannes de 2005

O papel de Willem Dafoe no primeiro filme do Homem-Aranha foi amplamente bem recebido, incluindo um revisor do New York Daily News que sentiu que ele colocou "o susto no arquivilão" e Peter Bradshaw do The Guardian, que o considerou "forte apoio". No entanto, o traje do Duende Verde usado no primeiro filme foi recebido com uma resposta mista, com Richard George da IGN comentando anos depois: "Não estamos dizendo que o traje de quadrinhos é exatamente emocionante, mas a armadura Duende (o capacete em particular) do Homem-Aranha é quase comicamente ruim... Não só não é assustador, como proíbe a expressão." 
Apesar de algumas críticas ao traje, a versão de Dafoe do Duende Verde agora é aclamada como um dos maiores vilões de filmes de super-heróis. Vulture classificou o Duende Verde em 19º lugar entre os 25 principais vilões de filmes de super-heróis em 2018,  enquanto Collider o classificou como o 5º maior vilão de filmes do Homem-Aranha em 2020. Steven Scaife, da Vice, escreveu que "o Duende de Dafoe representa tudo o que é divertido sobre vilões de super-heróis, bem como tudo o que é ótimo sobre os filmes exagerados de Raimi". Ele também elogiou a voz e a linguagem corporal de Dafoe, que ajudaram a superar o volumoso traje de Duende Verde que ele comparou ao de um vilão dos Power Rangers. Olhando para trás na trilogia de Sam Raimi, Tom Holland, que interpreta o Homem-Aranha no Universo Cinematográfico Marvel, além de sua co-estrela Jacob Batalon, elogiou o desempenho de Dafoe na trilogia, chamando o Duende Verde de "vilão marcante". Os dois atores elogiaram a capacidade de Dafoe de "dar vida a um personagem difícil" e particularmente a cena do espelho onde ele interpreta tanto Norman Osborn quanto a persona do Duende Verde. Durante a promoção do filme Spider-Man: No Way Home, Jamie Foxx que interpreta Electro no filme e é co-estrela de Dafoe chamou Duende Verde "o vilão mais aterrorizante do Homem-Aranha" e elogiou Dafoe.

### Popularidade na Internet
Uma foto do Duende Verde perseguindo o Homem-Aranha se tornou um meme popular na Internet em 2020. A frase de Osborn "Eu sou um cientista eu mesmo", que se tornou um meme nos anos anteriores ao lançamento de Spider-Man: No Way Home, foi reprisado durante o filme.